# 法比奧·赫伯特·迪·蘇沙
蘇沙（Fábio Herbert de Souza，或稱為 ，1979年9月4日—）是巴西的足球員，擅長踢正中鋒的位置，他在2007年7月12日由巴西聖保羅省聯賽球會里奧普雷圖轉會加盟香港甲組聯賽球隊康宏晨曦。華家堡成績持續低迷下，以踢法不合為由讓加盟後只曾上陣兩場離隊。